# Parafia św. Mikołaja w Warszowicach
Parafia św. Mikołaja w Warszowicach – katolicka parafia w dekanacie pawłowickim. 

## Historia
Została utworzona około 1320 roku. Została wymieniona w spisie świętopietrza sporządzonym przez archidiakona opolskiego Mikołaja Wolffa w 1447 pośród innych parafii archiprezbiteratu (dekanatu) w Żorach pod nazwą Varschowicz.
Po II wojnie światowej kościół uległ zniszczeniu, a od 1945-1959 istniał kościół tymczasowy, tzw. "barak". W jego miejsce został postawiony nowy kościół budowany w latach 1957-1959, poświęcony w sierpniu 1959 roku.
Miejscowości należące do parafii: Borki Warszowickie oraz znajdujące się obecnie w administracyjnym obszarze miasta Żory - Piekucz i Szoszowy.